# 장용석 (프로게이머)
장용석(1988년 4월 26일 ~ )은 대한민국의 전직 워크래프트3, 스타크래프트 프로게이머이다. Freedom라는 아이디를 사용하며, 워크래프트3의 종족은 나이트엘프, 스타크래프트의 종족은 테란이다. 현재는 은퇴한 상태.
2004년 삼성전자 칸에 입단하며 워크래프트3의 프로게이머로 활동하였다.
2006년 MBC게임 워크래프트3 프라임리그 맵 조작사건으로인해 워크래프트3에서 스타크래프트로 종목을 전향했다.
2008년 3월 2일, 학업 문제로 팀을 나왔으며, 2009년 12월 공식적으로 은퇴 공시가 발표되었다.
현재 포커 선수로 활동하고 있다고 한다.

## 수상 경력
- 2004년 2월 온게임넷 워크래프트 리그 8강
- 2004년 5월 MBC게임 프라임리그 3위
- 2004년 8월 WCG 국가대표 선발전 우승
- 2005년 1월 온게임넷 워크래프트 인비테이셔널 우승
- 2005년 3월 MBC게임 프라임리그 4강
- 2007년 7월 곰TV MSL 시즌2 32강